# USS Robert E. Peary (DE-132)
USS Robert E. Peary (DE-132) là một tàu hộ tống khu trục lớp Edsall từng phục vụ cùng Hải quân Hoa Kỳ trong Chiến tranh Thế giới thứ hai. Nó là chiếc tàu chiến đầu tiên của Hải quân Hoa Kỳ được đặt cái tên này, nhưng là chiếc thứ hai được đặt theo tên Chuẩn đô đốc Robert E. Peary (1856–1920), nhà thám hiểm Bắc Cực lừng danh. Nó đã phục vụ cho đến khi chiến tranh kết thúc, xuất biên chế năm 1947, rồi bị tháo dỡ vào năm 1967. Robert E. Peary được tặng thưởng một Ngôi sao Chiến trận do thành tích phục vụ trong Thế Chiến II.

## Thiết kế và chế tạo
Lớp Edsall có thiết kế hầu như tương tự với lớp Cannon dẫn trước; khác biệt chủ yếu là ở hệ thống động lực Kiểu FMR do được trang bị động cơ diesel Fairbanks-Morse dẫn động qua hộp số giảm tốc đến trục chân vịt. Đây là cấu hình động cơ được áp dụng rộng rãi trên tàu ngầm, được chứng tỏ là có độ tin cậy cao hơn so với lớp Cannon.
Vũ khí trang bị bao gồm ba pháo 3 in (76 mm)/50 cal trên tháp pháo nòng đơn có thể đối hạm hoặc phòng không, một khẩu đội pháo phòng không Bofors 40 mm nòng đôi và tám pháo phòng không Oerlikon 20 mm. Vũ khí chống ngầm bao gồm một dàn súng cối chống tàu ngầm Hedgehog Mk. 10 (có 24 nòng và mang theo 144 quả đạn); hai đường ray Mk. 9 và tám máy phóng K3 Mk. 6 để thả mìn sâu. Con tàu vẫn giữ lại ba ống phóng ngư lôi Mark 15 21 inch (533 mm), và được trang bị radar SC dò tìm không trung và mặt biển. Thủy thủ đoàn đầy đủ bao gồm 186 sĩ quan và thủy thủ.
Robert E. Peary được đặt lườn tại xưởng tàu của hãng Consolidated Steel Corporation ở Orange, Texas vào ngày 30 tháng 6, 1942. Nó được hạ thủy vào ngày 3 tháng 1, 1943, được đỡ đầu bởi bà Robert Edwin Peary, vợ góa Chuẩn đô đốc Peary, và nhập biên chế cùng Hải quân Hoa Kỳ vào ngày 31 tháng 5, 1943 dưới quyền chỉ huy của Hạm trưởng, Thiếu tá Hải quân Kerfoot Bainbridge Smith.

## Lịch sử hoạt động
Sau khi hoàn tất việc trang bị và tiến hành chạy thử máy huấn luyện tại khu vực Bermuda, Robert E. Peary khởi hành cho chuyến hộ tống vận tải vượt Đại Tây Dương đầu tiên sang Bắc Phi, đi đến Casablanca, Maroc thuộc Pháp vào ngày 13 tháng 8, 1943. Từ đó cho đến cuối năm 1943, nó còn thực hiện thêm hai chuyến hộ tống vận tải tương tự sang Bắc Phi và quay trở về New York. Sang đầu năm 1944, nó vượt Đại Tây Dương trong thành phần một đội tìm-diệt tàu ngầm, và khi quay trở về Hoa Kỳ đã chuyển sang hộ tống trên các tuyến hàng hải phía Bắc. Trong giai đoạn từ ngày 28 tháng 3, 1944 đến ngày 7 tháng 6, 1945, nó đã hộ tống cho mười đoàn tàu vận tải đi sang Anh, và sau tháng 6, 1944 đến các cảng ở miền Bắc nước Pháp.
Đang khi cùng một đoàn tàu vận tải quay trở về New York vào ngày 2 tháng 3, 1945, Robert E. Peary đã cùng tàu chị em Hammann (DE-131) tiếp cận để trợ giúp cho chiếc SS Lone Jack vốn mắc tai nạn va chạm với chiếc SS Frontenac Victory. Trong khi Hammann cứu vớt được 70 người sống sót và cử một đội kiểm soát hư hỏng sang con tàu lâm nạn, giúp cho Lone Jack tiếp tục nổi được, Robert E. Peary hộ tống cho Frontenac Victory về đến New York an toàn vào ngày 6 tháng 3.
Sau khi chiến tranh kết thúc tại Châu Âu, Robert E. Peary được chuẩn bị để phái sang Mặt trận Thái Bình Dương. Hoàn tất chuyến đi cuối sang Châu Âu vào ngày 7 tháng 6, con tàu được đại tu, rồi lên đường hướng sang Viễn Đông. Tuy nhiên lúc trên đường đi, do Nhật Bản đã chấp nhận đầu hàng vào ngày 15 tháng 8 giúp kết thúc vĩnh viễn cuộc xung đột, con tàu được chuyển hướng để đến New London, Connecticut, nơi nó phục vụ cùng Phòng Nghiên cứu Y học, tiến hành các thử nghiệm về ống nhòm.
Được điều đến Green Cove Springs, Florida vào ngày 11 tháng 1, 1946, Robert E. Peary được cho xuất biên chế tại đây vào ngày 13 tháng 6, 1947, được đưa về Hạm đội Dự bị Đại Tây Dương. Chiếc tàu hộ tống khu trục sau đó được chuyển đến khu vực neo đậu Norfolk, Virginia vào năm 1959, nhưng tiếp tục bị bỏ không cho đến khi được rút tên khỏi danh sách Đăng bạ Hải quân vào ngày 1 tháng 7, 1966. Con tàu bị bán cho hãng Lipsett, Inc. tại New York để tháo dỡ vào ngày 6 tháng 9, 1967.

## Phần thưởng
Robert E. Peary được tặng thưởng một Ngôi sao Chiến trận do thành tích phục vụ trong Thế Chiến II.
|  |             |  |
|  | Bronze star |  |

| Dãi băng Hoạt động Tác chiến  |                                                                              |                                      |
| Huân chương Chiến dịch Hoa Kỳ | Huân chương Chiến dịch Châu Âu-Châu Phi-Trung Đông với 1 Ngôi sao Chiến trận | Huân chương Chiến thắng Thế Chiến II |